# Isaakios I Komnenos
Isaakios I Komnenos (tiếng Hy Lạp: Ισαάκιος A' Κομνηνός, Isaakios I Komnēnos; k. 1007– 1060/61) là Hoàng đế Đông La Mã từ năm 1057 đến năm 1059, thành viên tại vị đầu tiên của nhà Komnenos. Dưới thời kỳ trị vì ngắn ngủi, Isaakios đã cố gắng khôi phục lại tình hình tài chính suy kiệt của đế quốc và thiết chế nghiêm ngặt xưa kia.

## Tiểu sử
Isaakios là con trai của Manuel Erotikos Komnenos, phụ thân của ông từng giữ chức strategos autokrator phía Đông dưới thời Hoàng đế Basileios II, và trấn thủ thành Nicaea đề phòng phản quân Bardas Skleros tới xâm phạm vào năm 978. Manuel nói tiếng Hy Lạp như tiếng mẹ đẻ; theo Steven Runciman, ông có thể là người Hy Lạp hay người Vlach bị Hy Lạp hóa. Có ý kiến cho rằng tên gọi của gia tộc này bắt nguồn từ thành phố Komne, nằm gần Philippopolis xứ Thracia. Manuel lại được Basileios II để mắt tới do công lao giữ thành Nicaea của ông vào năm 978, tránh khỏi sự quấy nhiễu của phản quân Bardas Skleros. Để ghi nhận lòng trung thành của Manuel, Basileios đã ban cho ông những vùng đất đai ở gần Kastamuni tại Paphlagonia. Năm 1020, trước lúc lâm chung, Manuel đã gửi gắm hai người con côi là Isaakios và Ioannes cho hoàng đế săn sóc. Cả hai đều được Basileios giáo dục cẩn thận tại tu viện Stoudios rồi sau đó đề bạt lên hàng ngũ quan chức cấp cao. Manuel còn có một cô con gái, sinh năm 1012 và kết hôn vào khoảng năm 1031 với Mikhael Dokeianos, Katepano nước Ý, cho đến khi mất vào năm 1050.
Suốt trong thời kỳ xáo trộn của bảy vị vua thừa kế gấp rút sau triều đại Basileios, Isaakios nhờ vào hành thận trọng đã giành được lòng tin của quân đội. Từ năm 1042 đến năm 1057, ông là tướng lĩnh đóng quân tại Anatolia. Năm 1057, sau khi bị Hoàng đế Mikhael VI lăng nhục ngay giữa triều đường, ông liền khởi binh dấy loạn tại Paphlagonia và nhập bọn cùng với giới quý tộc ở kinh đô mưu đồ tiếm vị. Quân đội đồng lòng tôn phò Isaakios lên ngôi hoàng đế vào ngày 8 tháng 6 năm 1057, và quan quân triều đình bị ông đánh tan tành trong trận Petroe. Mikhael VI trở nên hốt hoảng khi hay tin bại trận bèn sai viên đại thần tiếng tăm lừng lẫy Mikhael Psellos làm sứ giả tới thương lượng với phe nổi dậy, đề nghị nhận Isaakios làm con nuôi và ban tước hiệu Caesar, nhưng đề xuất của ông đã bị từ chối công khai. Bản thân Isaakios tỏ ra cởi mở hơn trong cuộc đàm phán và triều đình hứa hẹn sẽ trao cho ông danh phận đồng hoàng đế. Thế nhưng, trong quá trình mật đàm đã nổ ra một vụ bạo động ủng hộ Isaakios ở Constantinopolis. Mikhael VI chẳng còn cách nào khác đành phải thoái vị, Thượng phụ Mikhael Keroularios chính thức làm lễ đăng quang cho Isaakios vào ngày 1 tháng 9 năm 1057, với sự nhất trí của quần thần.

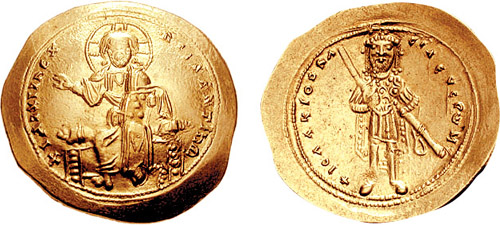
Đồng xu vàng nomisma được đúc dưới thời Isaakios. Tư thế hùng dũng của ông, mang một thanh gươm trần, được coi là độc nhất vô nhị trong các loại tiền đúc của Đế quốc Đông La Mã.

Hành động đầu tiên của tân hoàng đế là ban thưởng cho phe cánh quý tộc những chức vụ nhằm tách họ rời khỏi kinh thành Constantinopolis, và bước kế tiếp là khắc phục tình hình tài chính suy kiệt của đế chế. Ông bãi bỏ nhiều loại tiền trợ cấp và ân sủng được các tiên đế ban phát cho những triều thần lười nhác, và tiếp nhận lời quở trách về tội báng bổ của Mikhael Keroularios bằng một chiếu chỉ lưu đày ông này vào năm 1058, rồi ra sức chiếm đoạt một phần huê lợi từ các tu viện giàu có làm của riêng. Isaakios chỉ tiến hành cuộc viễn chinh duy nhất thảo phạt Vua Andrew I xứ Hungary và sắc dân du mục Pecheneg đã bắt đầu tràn vào cướp bóc vùng biên cương phía bắc vào năm 1059. Ngay sau khi chiến dịch này thành công, ông cho ký hòa ước với Vương quốc Hungary và dẫn quân trở về Constantinopolis. Lúc về tới nơi thì hoàng đế lâm trọng bệnh đến nỗi đám tùy tùng cứ tưởng rằng nhà vua đã qua đời. Isaakios rùng mình khi suýt nữa bị sét đánh trúng lúc đang đứng dựa vào một gốc cây trong chiến dịch chinh phạt người Pecheneg, và cho rằng bệnh tình của mình là một dấu hiệu về sự không hài lòng của Chúa. Nhóm triều thần bất mãn do Michael Psellos cầm đầu đã không bỏ lỡ thời cơ này, họ gây sức ép buộc Isaakios phải chỉ định Konstantinos Doukas làm người kế vị, để loại trừ chính người em trai của ông là Ioannes Komnenos. Trước thế lực ngày càng lớn dần của phe Doukas, Isaakios đã thoái vị vào ngày 22 tháng 11 năm 1059, bất chấp ý nguyện của hoàng đệ và hoàng hậu Catherine xứ Bulgaria. Giống như Isaakios, vợ con ông cũng bước chân vào tu viện sống nốt phần đời còn lại.
Dù bảo toàn được tính mạng, Isaakios Komnenos chẳng có tham vọng đòi lại ngai vàng mà chọn cách ẩn cư tại tu viện Stoudion và trải qua hai năm cuối đời làm tu sĩ, xen kẽ những nghiên cứu văn học chất đống tại phòng riêng của đám đầy tớ. Lời chú giải của ông trong bộ sử thi Iliad và các tác phẩm khác về thơ ca của Homer vẫn còn lại đến ngày nay. Ông qua đời vào cuối năm 1060 hoặc là đầu năm 1061. Mục tiêu lớn nhất trong đời Isaakios là khôi phục lại thể chế cũ của triều đình, và các cải cách của ông, dù không được lòng giới quý tộc và giáo sĩ, và không được dân chúng thấu hiểu, chắc chắn là đã góp phần vào sự trường tồn của Đế quốc Đông La Mã.

## Gia đình
Isaakios kết hôn với Catherine, con gái của Ivan Vladislav, Sa hoàng Bulgaria. Isaakios đã đưa bà lên làm Augusta. Sau khi chồng mình thoái vị, bà dường như có ra tham chính với Konstantinos X, nhưng sau cùng đã thoái ẩn về tu viện Myrelaion dưới pháp danh Xene.
Cả hai vợ chồng có với nhau hai đứa con gồm:
- Manuel Komnenos (khoảng 1030 – 1042/57), có khả năng là "con trai của Komnenos" được ghi nhận là đã đính hôn với con gái của protospatharios Helios. Ông mất vào khoảng năm 1042–1057.[23]
- Maria Komnene (sinh khoảng 1034), Psellos từng nhận xét về vẻ đẹp sắc nước hương trời của bà, thế nhưng bà vẫn chưa thành gia lập thất và cùng thoái ẩn với mẫu hậu về Myrelaion.[24]